# Ruslan Stefančuk
Ruslan Oleksijovyč Stefančuk (in ucraino Руслан Олексійович Стефанчук?; Ternopil', 29 ottobre 1975) è un politico ucraino, Presidente della Verchovna Rada dall'8 ottobre 2021.

## Biografia
Nato a Ternopil' ha studiato a Chmel'nyc'kyj e si è laureato in legge presso la locale Università di Management e Legge. Successivamente ha conseguito un dottorato di ricerca sempre in giurisprudenza presso l'Università Nazionale di Chmel'nyc'kyj dove ha poi iniziato la carriera di professore. Durante questi anni è divenuto membro dell'Accademia delle Scienze Legali d'Ucraina e presidente del consiglio editoriale del periodico Pravo Ukraïny, incentrato proprio sul settore della giustizia. Tra il 2007 e il 2012 è stato assistente del parlamentare Anatolij Matvienko.
Nell'ambito delle elezioni presidenziali del 2019 ha contribuito alla redazione del programma elettorale del candidato presidente Volodymyr Zelens'kyj, che ha successivamente vinto con il 73,22% dei voti. Dopo la sua elezione Zelens'kyj lo ha nominato suo rappresentante presso la Verchovna Rada alla quale è stato poi eletto durante le elezioni parlamentari tenute pochi mesi dopo nelle file del partito Servitore del Popolo (SN). In parlamento è stato eletto come Primo vicepresidente.
Dopo la rimozione del Presidente del parlamento Dmytro Razumkov, Zelens'kyj ha ritirato la delega di rappresentante del Presidente presso la Verchovna Rada e il giorno dopo Stefančuk è stato eletto alla presidenza del parlamento. Pochi giorni dopo è stato nominato dal Presidente come membro Consiglio per la sicurezza e la difesa nazionale dell'Ucraina.